# Eugenia supraaxillaris
Eugenia supraaxillaris är en myrtenväxtart som beskrevs av Spreng.. Eugenia supraaxillaris ingår i släktet Eugenia och familjen myrtenväxter. Inga underarter finns listade i Catalogue of Life.